# José Omar Pastoriza
José Omar Pastoriza (Rosário, 23 de maio de 1942 – Buenos Aires, 2 de agosto de 2004) foi um futebolista e treinador argentino que competiu na Copa do Mundo FIFA de 1966. Pastoriza está no seleto grupo de pessoas que conquistaram a Copa Libertadores da América como jogador e também como treinador.

## Carreira

### Como jogador
Iniciado nas categorias de base do Rosário Central em 1957, rumou ainda juvenil ao Colón, pelo qual estreou no time adulto em 1961 - quando o time de Santa Fe estava na terceira divisão. Conseguiu com o Sabalero o acesso à segunda divisão na temporada de 1963, sucesso que renderia um contrato com o River Plate, cujo então treiandor Néstor Rossi requisitara a contratação de Pastoriza; contudo, fraturas sofridas em um acidente de motocicleta inviabilizaram que o contrato fosse finalizado.
Uma vez recuperado, Pastoriza acabou transferido em 1964 ao Racing, àquela altura o clube então treinado por Néstor Rossi. Teria grande desempenho sobretudo em 1965, acabando por ser convocado para a Copa do Mundo FIFA de 1966 devido às exibições ainda como racinguista, embora já estivesse transferido ao rival Independiente desde dois meses antes do Mundial - em uma troca amistosa entre os dois clubes, com o Rojo cedendo à Academia o volante Miguel Ángel Mori. Pastoriza acabaria muitíssimo mais identificado com o novo clube, vencendo, sobretudo, a Taça Libertadores da América de 1972. Todavia, seu ativismo sindical pelos direitos dos jogadores fizeram-no ser malvisto por dirigentes, contexto que também pesou para Pastoriza rumar em 1973 ao Monaco.
Parou de jogar em 1975, no próprio Monaco, que vivia período de pouco poderio - em contínuas lutas contra o rebaixamento na Ligue 1, embora chegasse a ser vice-campeão na Copa da França de 1973-74.

### Como treinador
Como treinador, ele também trabalhou tanto por Racing como por Independiente, novamente identificando-se no Clássico de Avellaneda muito mais com o Rojo - tendo ali diversos ciclos. Como racinguista, dirigiu em 1981 a melhor campanha do time entre 1972 e 1988, mas no rival venceu, sobretudo, a Taça Libertadores da América de 1984 e também o Mundial Interclubes daquele ano.
Os títulos internacionais de 1984 fizeram o Fluminense, recentemente campeão brasileiro naquele ano, contrata-lo em meados de 1985 visando a Taça Libertadores da América de 1985. O argentino, contudo, permaneceu por aproximadamente apenas duas semanas de junho no cargo, trabalhando apenas em um amistoso preparatório com o Volta Redonda: descontente com o que julgava como falta de apoio dos dirigentes tricolores, optou por demitir-se ainda antes da estreia dos cariocas na Libertadores. Ao fim de agosto de 1985, Pastoriza reapareceu como treinadro do Independiente, já pela 8ª rodada do campeonato argentino de 1985-86.
Um outro clube onde teria diversos ciclos foi o Talleres. Pastoriza também treinou além das seleções de El Salvador e Venezuela — esta última, comandada por ele na Copa América de 1999.

## Morte
El Pato morreu em 2 de agosto de 2004, durante sua quinta passagem como técnico do Independiente (já havia comandado o clube entre 1976–79, 1983–84, 1985–87 e 1990–91). Ele sofreu um ataque cardíaco em seu apartamento, e os médicos não conseguiram restabelecer seu estado de saúde, já debilitado em virtude de problemas pulmonares (consequência direta do tabagismo).
Para homenageá-lo, o Independiente batizou o vestiário do Estádio Libertadores de América com seu nome.